# 稲葉通宗
稲葉 通宗（いなば みちむね、1902年（明治35年）7月20日 - 1986年（昭和61年）11月3日）は、日本の海軍軍人。空母サラトガを雷撃し、4ヵ月以上戦線離脱する損害を与えた伊6潜水艦長である。木梨鷹一とともに山岡荘八の小説『海底戦記』 のモデルとなった。最終階級は海軍大佐。

## 生涯

### 海兵51期

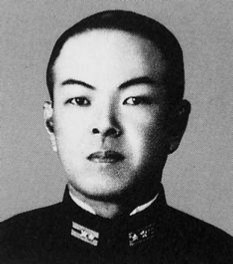
同期生で｢伊19｣潜水艦長としてワスプ｣を撃沈した木梨鷹一

稲葉は愛知県出身で海軍兵学校に進み、海兵51期として卒業した。海兵51期は、八八艦隊計画実現に備えた300人クラスとして293名が入校したが、ワシントン会議による軍縮の影響で自主的な退校が許され、40名近くが退校している。卒業生は255名で稲葉の卒業席次は下位であった。練習艦隊では｢磐手｣ 乗組みとなり、米内光政艦長のもとで実務訓練を受ける。｢磐手｣乗組み候補生には、51期首席で海軍甲事件で戦死する樋端久利雄などがいた。この練習艦隊は日本近海航海を行っている最中に関東大震災の救護任務に就き、その任を解かれた後 豪州方面で遠洋航海を行った。

### 潜水艦
1924年（大正13年）12月、少尉に任官する。五十鈴、山城と水上艦艇乗組みを経験し、翌年中尉に進級した。第16潜水艇隊附となり、呂18潜水艦（原田覚艦長）に乗艦したのが潜水艦生活の始まりであった。水雷学校高等科、潜水学校乙種を卒業し、1937年（昭和12年）3月、大尉で呂63潜水艦長に補されたのが潜水艦長としての最初である。同艦で2度、呂68潜水艦（予備艦）と旧式潜水艦の艦長として経験を積んだ。1939年（昭和14年）8月に潜水学校甲種を卒業し、伊69、伊70の海大型潜水艦2艦で、追尾触敵、敵艦襲撃などの訓練を行った。

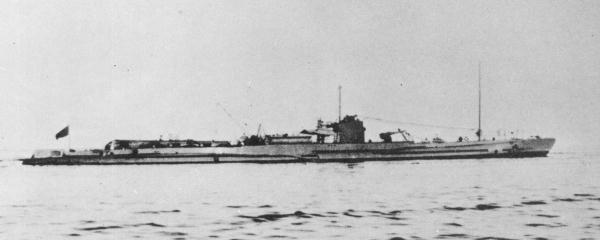
サラトガを雷撃した伊6潜水艦

1940年（昭和15年）10月には伊121潜水艦長に転補された。昭和15年度の第一潜水戦隊所属の伊70潜水艦から、機雷敷設潜水艦である伊121潜水艦長への転任は事実上の左遷であった。同期生で当時軍令部で潜水艦を担当していた有泉龍之助によれば、この原因は飛行機の潜水艦襲撃訓練が非実戦的であると判断した稲葉が艦に「寄らば撃つぞ」とペンキ書きし、襲撃をうけても潜航せずにいた「悪戯」であった。しかし、伊121潜水艦長時代は3ヵ月の短期間であった。

### 太平洋戦争
伊6潜水艦長

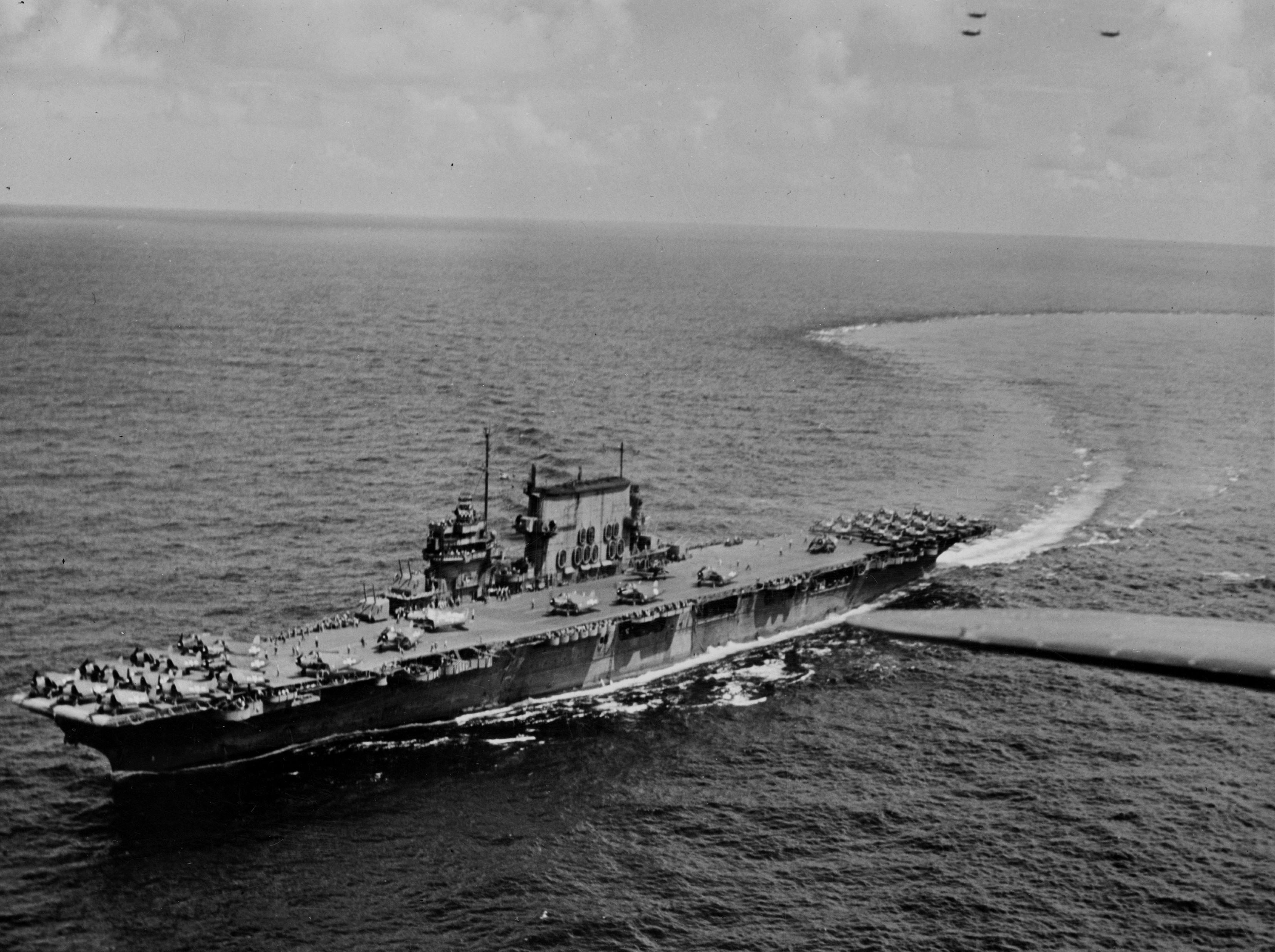
伊6潜水艦が雷撃した米空母サラトガ。命中箇所は左舷中央部である。サラトガはのちに伊26潜水艦にも雷撃され、3ヶ月の修理を行っている。艦長の横田稔は稲葉の同期生であった。

1941年（昭和16年）1月、稲葉は第8潜水隊所属の伊6潜水艦長となった。同艦は水上10ノットで2万海里の航続力をもつ巡洋潜水艦で第二潜水戦隊（司令官山崎重暉少将）に属し、11月16日、横須賀軍港を出港しオアフ島付近で配置につく。真珠湾攻撃後も哨戒を続け、真珠湾に出入港するアメリカ海軍艦艇の襲撃を図っていたが、好機に恵まれなかった。部下一名を壊血病で失い、燃料の不足に危機感を覚えていた翌年1月10日、レキシントン型空母が発見され、伊6潜水艦は僚艦と捜索列を作り空母を待ち受ける。12日、この日だけで哨戒機を避けるため5度の急速潜航を繰り返していた伊6潜水艦は、日没頃にレキシントン型空母を発見した。しかし空母との距離は2万5千メートル｢伊6潜水艦の水中6ノットに対し空母は14ノットであり、好適な襲撃位置を占めることは難しかった。伊6｣潜水艦搭載の八九式魚雷は射程7千メートルであったが、6本発射して1本の命中を得るためには1500メートルまで接近する必要があったのである。空母の針路変更などによって接近はできたが、日没後の時間が経過し視認も難しくなっていた。このため、稲葉は空母との距離4300メートルで発射角3度で魚雷4本の発射を命じた。しかし発射管の故障により射出されたのは3本であり、命中を半ばあきらめていた状態であったが、2発の命中音が確認された。護衛艦艇の攻撃を避けるため浮上することはできなかったが、7分後にも爆発音が確認された。4、5時間後に攻撃した位置に引き返し戦果確認を行ったが、何も発見することはできなかった。この時雷撃したのが当時世界最大の空母の一つであったサラトガである。稲葉はこの襲撃について｢小学一年生の襲撃｣と述べ、納得はしていなかったが、サラトガは4ヵ月以上修理のため戦線を離脱することとなった。当時は空母を撃沈したものと判断され、戦果に恵まれなかった潜水艦関係者には朗報となった。稲葉、そして｢伊6｣潜水艦乗員は喝采をもって迎えられ、のちに山岡荘八の取材を受け『海底戦記』として発表された。
2月にはボンベイ西方での連合国通商破壊を目的に出撃する。稲葉は木梨鷹一から教えられた商船のマストを利用した襲撃方法を用い、商船2隻、機帆船2隻を撃沈している。この際のイギリス船員の態度に稲葉は感銘を受けている。この作戦行動は4月初旬まで行われ、大型船も視認したが病院船であったことから攻撃していない。
伊36潜水艦長
6月、伊36潜水艦艤装員長に転じる。同艦は9月に竣工し訓練潜水隊で2ヶ月の訓練を行った。所属は第一潜水戦隊第15潜水隊で、12月にはトラック諸島へ進出した。だがこの最新鋭巡洋潜水艦に待っていたのはガダルカナル島や、ラエなどへの輸送任務であった。実施回数は2ヶ月間で8回である。この任務は揚陸点で浮上することが必要であったため、潜水艦の最大の利点である隠密性が失われることになった。アメリカ軍は航空機や魚雷艇を用いて輸送潜水艦の攻撃を行っており、日本海軍潜水艦部隊は多くの犠牲を払うこととなる。田辺弥八が重傷を負ったのもこの任務の最中であった。
修理のため日本へ帰投した伊36潜水艦は運貨筒の実験に協力し、次いでキスカ島への輸送任務が課せられた。この任務では浮上していうる間に、敵を認知できないまま攻撃を受ける可能性が高かった。アリューシャン方面は霧が多発する地域であり、またアメリカ海軍はすでにレーダーを実用化していたのである。このため稲葉は「尺取り虫航法」を編み出す。これは昼間に潜航して進む間、水中聴音器によって周囲の安全を確認し、浮上後はその航路を逆行することで充電と補気を行う航法である。しかし任務達成にはキスカ島泊地へ突入して、物資の揚陸作業を行う必要があり、この間潜水艦は所在を暴露した状態となる。実際に伊7潜水艦はキスカ島泊地で濃霧の中を砲撃により撃沈された。伊36潜水艦はキスカ島周辺まで到達していたが、伊7潜水艦撃沈の報を受けて一時後退し突入の策をめぐらしていた。しかし第一潜水戦隊（司令官古宇田武郎少将）から作戦中止命令が下り帰還した。この作戦中止は第一水雷戦隊（司令官木村昌福少将）によるキスカ島部隊の撤退計画が決まったためで、稲葉はキスカ島撤退作戦中は哨戒配置についていた。

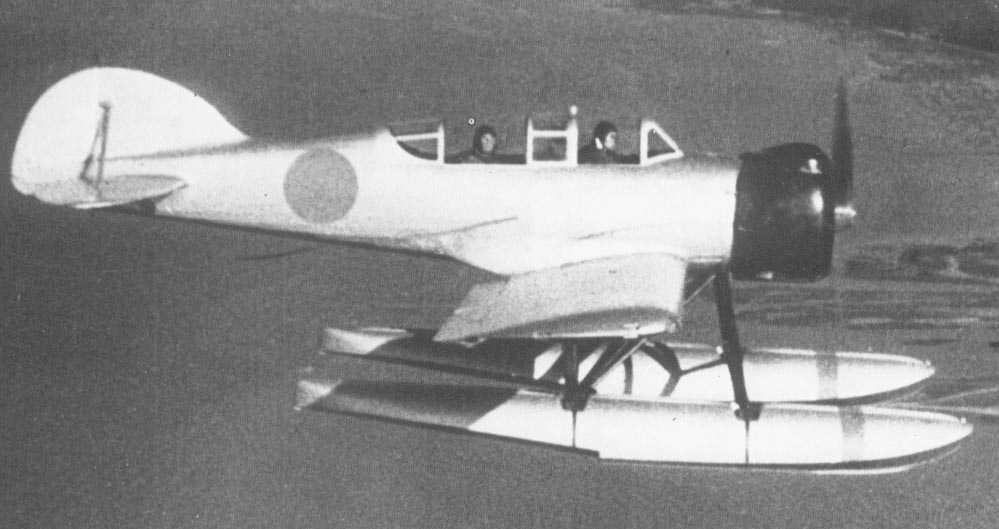
零式小型水上偵察機。機銃を装備せず、計器は簡略なもので目標物のない洋上飛行は困難であった。

次いで艦載水上機をもってする真珠湾偵察を命じられた。この任務は連合艦隊がアメリカ艦隊の所在を確認する目的で実施に至り、10月17日、伊36潜水艦から発艦した零式小型水上偵察機は偵察に成功し、所在艦船の情報を電信した。だが伊36潜水艦との会同地点付近までは到達したものの、会同することはできなかった。稲葉は戦死した二人の搭乗員に格別の配慮を求める。海軍上層部は異議無くこれを認め、二名は二階級特進し中尉に任じられた。さらに連合艦隊司令長官古賀峯一から感状が授与され、功績が全軍布告されている。伊36潜水艦は再び輸送任務に就き、スルミへの輸送を行った。引き続き輸送を行う予定であったが、横舵舵軸の磨耗が発見され日本へ帰還して修理を受けた。その最中の1944年（昭和19年）2月、稲葉に転任命令が下った。稲葉は肺浸潤の兆候があり、休養の意味をこめて潜水訓練隊所属でかつて艦長を務めた伊121潜水艦で潜水艦乗員の訓練にあたったのである。翌年2月、佐世保潜水隊基地司令に転じ同職在職中に終戦を迎えた。同年9月、大佐へ進級。

### 戦後
終戦後は佐世保で進駐軍との連絡交渉役として外務省連絡官、連絡将校として勤務。稲葉はサラトガの雷撃についてサイン3度で、4300メートル先の長さ220メートルの目標に発射した魚雷が2本命中したことを不可解に思っていたが、佐世保にいた当時サラトガに乗艦していた人物から左舷の同一箇所に2本の命中であったことを聞いている。その後は公職追放を経て、商店を経営する傍ら軍恩連盟、郷友連盟で役員を務める。1956年（昭和31年）『針路東へ』を著した。1980年（昭和55年）には改定版として新資料などを用い『海底十一万浬』を刊行した。